# 1-Chlorpropen
1-Chlorpropen ist eine chemische Verbindung aus der Gruppe der chlorierten Alkene.

## Isomerie
1-Chlorpropen kommt in zwei isomeren Formen der cis-Form [Synonym: (Z)-Form] und der trans-Form [Synonym: (E)-Form] vor. Wenn in der wissenschaftlichen Literatur oder in diesem Artikel „1-Chlorpropen“ ohne Hinweis auf die cis- oder trans-Form erwähnt wird, ist ein unspezifiziertes Isomerengemisch aus cis- und trans-Form gemeint.
| Isomere von 1-Chlorpropen |                       |                   |
| Name                      | trans-1-Chlorpropen   | cis-1-Chlorpropen |
| Andere Namen              | (E)-1-Chlorpropen     | (Z)-1-Chlorpropen |
| Strukturformel            |                       |                   |
| CAS-Nummer                | 16136-85-9            | 16136-84-8        |
| CAS-Nummer                | 590-21-6 (unspez.)    |                   |
| EG-Nummer                 | 824-257-0             | –                 |
| EG-Nummer                 | 209-675-8 (unspez.)   |                   |
| ECHA-Infocard             | 100.259.156           | –                 |
| ECHA-Infocard             | 100.008.797 (unspez.) |                   |
| PubChem                   | 5284364               | 5326315           |
| PubChem                   | 11536 (unspez.)       |                   |
| Wikidata                  | Q18611653             | Q27254249         |
| Wikidata                  | Q61702553 (unspez.)   |                   |

Strukturisomere von 1-Chlorpropen sind 2-Chlorpropen und 3-Chlorpropen (= Allylchlorid).

## Gewinnung und Darstellung
1-Chlorpropen entsteht bei Addition von Chlorwasserstoff an Propin. Mit einer Ausbeute von 33 % kann die Verbindung durch Hydrierung von 1,3-Dichlorpropan in Cyclohexan bei 100 °C und 30–40 atm mit einem Aluminium- oder Rhodiumkatalysator dargestellt werden.
Es bildet sich als Hauptprodukt aus 1,1-Dichlorpropan mit ethanolischer Kalilauge.

## Eigenschaften
1-Chlorpropen ist eine sehr leicht flüchtige, leicht entzündbare, farblose bis gelbliche Flüssigkeit, die praktisch unlöslich in Wasser ist.

## Verwendung
1-Chlorpropen kann zur Herstellung von Propin verwendet werden.

## Sicherheitshinweise
1-Chlorpropen bildet leicht entzündliche Dampf-Luft-Gemische. Die Verbindung hat einen Flammpunkt von 0 °C. Der Explosionsbereich liegt zwischen 4,5 Vol.-% als untere Explosionsgrenze (UEG) und 16 Vol.-% als obere Explosionsgrenze (OEG). Die Verbindung wurde im Langzeittierversuch als kanzerogen charakterisiert.